# Bobierrite
La bobierrite è un minerale.